# Rosenthal (Olpe)
Rosenthal ist ein Ortsteil der Kreisstadt Olpe im Sauerland und hat 15 Einwohner.

## Geographie
Der Ort befindet sich westlich von Olpe in unmittelbarer Nähe zur Autobahn 45.

## Geschichte
Der Name geht auf den Bach Rose zurück, der hier in die Brachtpe mündet. Die alte Eisenstraße führte hier durch den Ort. Die erste urkundliche Erwähnung ist datiert auf das Jahr 1360 als Gut „Rosendale“. 

## Vereine
Der Tennisverein TV Rosenthal 1899 e. V. hat im Ort vier Sandplätze.